# OK, ge mig timmarna
OK, ge mig timmarna  är ett musikalbum av Jonathan Johansson, under namnet Jonathan Och Hjältar, släppt den 16 april 2005.

## Låtlista
1. ..och allt måste börja här
2. Väntar (ett)
3. Tio pojkar tio namn
4. Tingeltangel
5. Vad gör hon här?
6. Kan kan bli så bra
7. Som om jag inte visste hur det känns
8. Taksången
9. Väntar (två)
10. OK, ge mig timmarna